# Rheumaptera semifusca
Rheumaptera semifusca är en fjärilsart som beskrevs av Wagner 1919. Rheumaptera semifusca ingår i släktet Rheumaptera och familjen mätare. Inga underarter finns listade.